# Annie Famose
Annie Famose, född 16 juni 1944 i Jurançon, är en fransk före detta alpin skidåkare.
Famose blev olympisk silvermedaljör i storslalom vid vinterspelen 1968 i Grenoble.